# Ignazio Visco

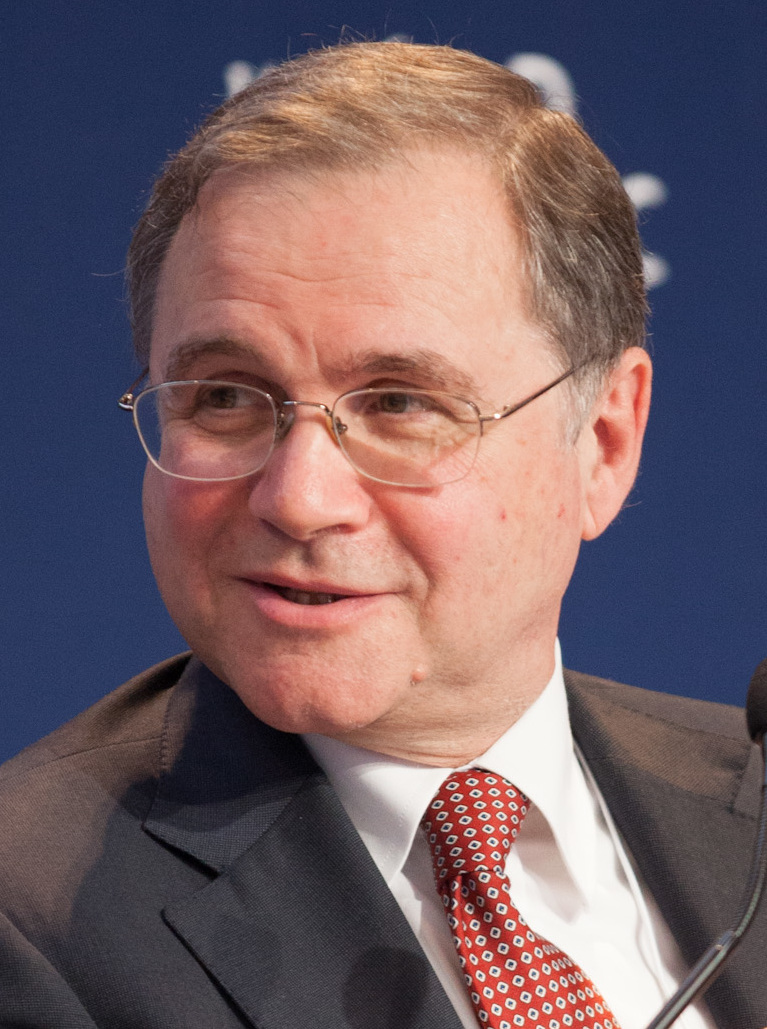
Ignazio Visco (2012)

Ignazio Visco (* 21. November 1949 in Neapel) ist ein italienischer Wirtschaftswissenschaftler. Er war von 2011 bis 2023 Gouverneur der Banca d’Italia, der italienischen Zentralbank. Davor war er seit 2007 einer von zwei ihrer stellvertretenden Generaldirektoren.

## Leben
Visco studierte Wirtschaftswissenschaften an der  Universität La Sapienza in Rom und schloss sein Studium 1971 summa cum laude ab. Später erwarb er an der Wharton School in Philadelphia 1974 einen Masterabschluss und promovierte dort.
1972 begann er seine Karriere bei der italienischen Notenbank. 1990 wurde er dort Direktor für Wirtschaftsforschung. Von 1997 bis 2002 diente er bei der OECD in Paris.
Am 20. Oktober 2011 schlug ihn Ministerpräsident Silvio Berlusconi auf den 1. November 2011 als Nachfolger von Mario Draghi vor, der am 1. November 2011 sein Amt bei der Europäischen Zentralbank antrat.
Da durch den Ruhestand von Jean-Claude Trichet und die Wahl von Mario Draghi zwischenzeitlich zwei Italiener in der sechsköpfigen Führung der EZB saßen, aber kein Franzose, war erwartet worden, dass Italien den zweiten Italiener in der Führung der EZB, Lorenzo Bini Smaghi, zum Präsidenten der Notenbank ernennen würde. Berlusconi entschied sich aber anders. Hintergrund war ein Konflikt zwischen ihm und seinem Finanzminister Giulio Tremonti, die zwei unterschiedliche Kandidaten bevorzugten. Visco ist innenpolitisch unumstritten: Oppositionsführer Pier Luigi Bersani (PD) hat öffentlich zugestimmt.
Im Ergebnis entstand inmitten der Eurokrise ein innereuropäischer Konflikt zwischen Berlusconi und Frankreichs Präsident Sarkozy. Dieser wurde wenige Tage später entschärft, als Lorenzo Bini Smaghi bekannt gab, er werde in die Wissenschaft wechseln.
Am 1. November 2011 trat Visco sein Amt an, welches er bis zum 31. Oktober 2023 bekleidete.

## Schriften
- Price Expectations in Rising Inflation, North Holland, Amsterdam/New York 1984, ISBN 0-444-86836-4 (Dissertation von 1981)
- Albert Ando, Luigi Guiso, Ignazio Visco (Hrsg.): Saving and the accumulation of wealth: essays on Italian household and government saving behavior, Cambridge University Press, Cambridge 1994
- (zusammen mit Nicola Rossi): National saving and social security in Italy (1954-1993)., Rom, Banca d’Italia 1996